# Takeda Sōkaku

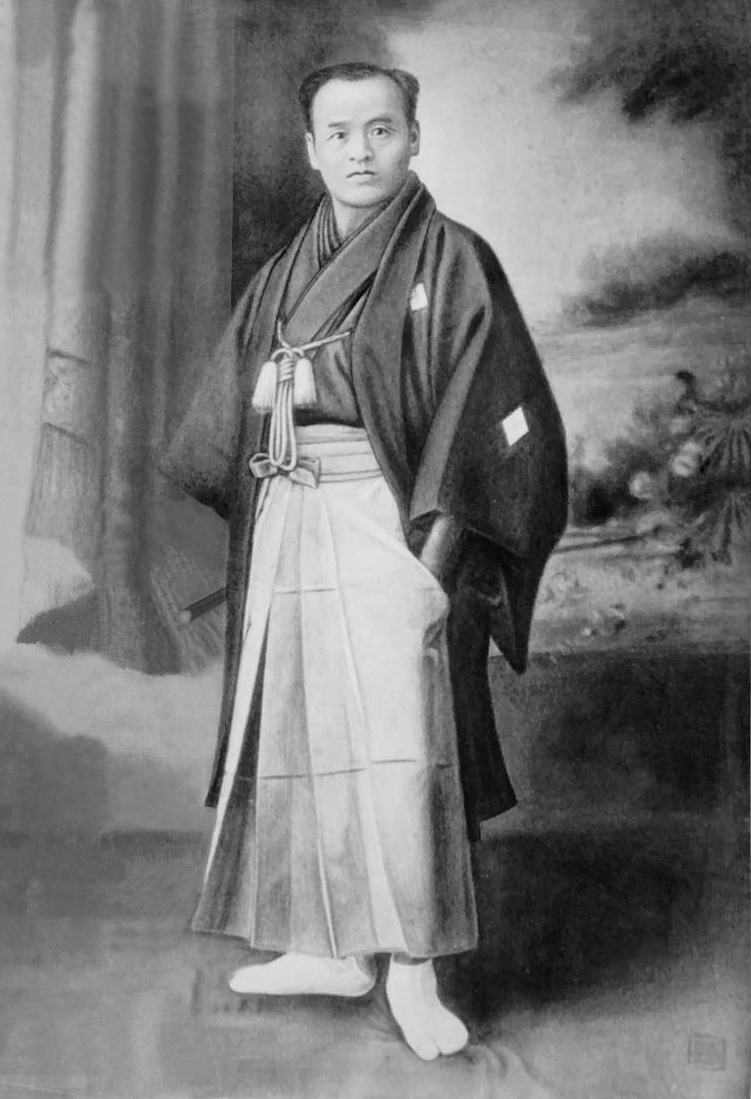
Takeda Sōkaku

Takeda Sōkaku (jap. 武田 惣角; * 4. November 1859 (traditionell: Ansei 6/10/10) in Lehen Aizu; † 25. April 1943) war ein Samurai aus dem Takeda-Klan und ein bekannter Kampfkunstlehrer. Er wurde als Neuentdecker des Daitō-ryū und als Lehrer von Morihei Ueshiba, dem Begründer des Aikidō, sowie von Choi Yong-sul, dem Begründer des Hapkido, bekannt.
Als Junge erlernte Takeda Sōkaku von seinem Vater Kenjutsu, Bōjutsu und Sumō. Im Jahr 1875 besuchte er Saigō Tanomo in seinem Kloster, um Priesterunterricht zu erhalten. Dort erlernte er auch Oshikiuchi.